# Долиняни (Могилів-Подільський район)
Долиняни — село в Україні, у Мурованокуриловецькій селищній громаді Могилів-Подільського району Вінницької області. Населення становить 370 осіб.

## Географія
Село Долиняни розташоване на Подільській височині за 36 км на північ від Дністра, у басейні його притоки річки Жван, на невеликій річці Жабля, що є лівою притокою Жвану. Географічні координати села 48°49′20′′пн.ш., 27°35′ сх.д. Середня висота над рівнем моря 280 м. Село розміщене за 12 км на північ від центру громади смт Муровані Кирилівці, та за 100 км на південний захід від обласного центру м. Вінниці. Найближчий населений пункт с. Кривохижинці за 1 км на захід, південний захід. За 2 км на південний схід розміщується с. Снітків. На південь за 3 км знаходиться с. Курашівці, а за 3 км на північний схід с. Супівка, за 5 км на північний захід розміщується с. Михайлівці. Біля села проходить автомобільна дорога, що з'єднує села Михайлівці та Снітків. Найближча залізнична станція Котюжани розміщується за 12 км. Село має форму п'ятипроменевої зірки, протяжність з півночі на південь близько 2 км, з заходу на схід близько 2,2 км.  Рельєф місцевості горбиста рівнина посічена річковими долинами. В центрі села є ставок, ще 2 знаходяться за межами села, площа найбільшого 4 га. За 1 км на північний захід знаходиться ліс, який простягається до с. Михайлівці. Кліматичні умови характерні для цієї частини України. Ґрунти світло-сірі лісові, по долинах супіщані на вершинах горбів глинисті. Рослинний і тваринний світ типовий для цього регіону.    
Селом протікає річка Жабля, ліва притока Жвану.

## Герб
Щит з срібною, мурованою чорним, базою, скошений справа і зліва червоним, двічі лазуровим і зеленим. У першій частині золоте усміхнене сонце з золотими променями. У другій і третій частинах по одному срібному протиставленому лелеці, що летить, з чорними очима та червоними дзьобом і лапами. У четвертій частині срібна церква з золотими куполом, покрівлями, вікнами та дверима.

## Історія
Поблизу с. Долиняни відкрито цілий ряд археологічних пам'яток — два поселення трипільської культури V—IV тисячоліть до н. е. та три селища черняхівської культури III—IV століть н.е
Перші писемні згадки про с. Долиняни знаходимо ще у документах середини XV століття (правда, село тоді має назву Долини, а Долинянами стає у XVI столітті). За даними Михайла Грушевського, в одній з вірчих грамот 1452 року польський король Казимір Великий віддає у володіння шляхтичу Теодоріку Бучацькому цілий ряд сіл по річках Жван та Лядова. Серед них — Долини (тепер с. Долиняни), Міхалівці (тепер с. Михайлівці), Курилівці (тепер Муровані Курилівці), Височок (тепер с. Польове). Натомість Бучацький зобов'язувався збудувати у Голчедаєві (тепер с. Вищеольчедаїв) кам'яний замок і захищати ці землі від татар. Долиняни також декілька разів були зруйновані татарами. Але село щоразу вперто відроджувалося, продовжуючи свою історію. Так, у документах останніх років XYI століття говориться про нове заселення Долинян (очевидно після їх руйнування татарами). Існування Долинян у XV—XVII ст. підтверджується археологічно. Київськими науковцями встановлено, що у ті часи Долиняни було зовсім маленьким сільцем з 10 — 15 дворищ, які розташовувалися на лівих схилах струмка лівої притоки р. Жабля на території сучасних садиб Сикильчука Деониса, Осадчука Григорія, Гордійчука Григорія, Григораша Степана, Богатюк Ліди, Білик Насті, обмеженого вулицями.
З 1793 р. село як і все Поділля переходить під владу Російської імперії.
У 18 ст. побудована церква, яка за переказами була дерев'яною, але у 19 ст. вона провалилась під землю (за переказами), на тому місці у наш час існує яр. У 1867—1877 рр. будується кам'яна церква, яка була відреставрована у 1998 р. В даний час діюча.
В 19 ст. у селі налічувалось близько 280 дворів, населення складало близько 850 чоловік. В селі було 2 крамниці. Село належало до Снітківської волості, яка утворилась після скасування кріпацтва.
20 ст. розпочалось у селі, як і в усій Російській імперії, виступами проти місцевих панів. 
7 (20) листопада 1917 року, відповідно до Третього Універсалу Української Центральної Ради, увійшло до складу Української Народної Республіки.
На початку 1918 р. було утворено сільську раду. В 1927 році в село прибув перший трактор з двокорпусним плугом. В 1929 р. в селі організовано колгосп ім. Леніна. Під час голодомору 1933 р. в селі від голоду загинуло понад 100 людей, а в 1937—1939 рр. понад 30 осіб були репресовані.
В 1941 р., з початком Великої Вітчизняної війни, чоловіче населення села пішло на фронт. В липні 1941 року село було окуповане, а 22 березня 1944 р. звільнене радянською армією. З фронтів війни не повернулось 122 жителі села, країна оцінила подвиг воїнів, нагородивши їх 98 орденами і медалями.
У післявоєнний час село, як і вся країна, відбудовувалось. Важкі роки післявоєнного часу село пережило без значних втрат. В 1958 р. село електрифіковано, побудовано електростанцію, яка спочатку давала електрику тільки на колгосп, а з 1959 р. і всім домівкам жителів села. В 1959 р. було об'єднано колгоспи сіл Долиняни та Кривохижинці у колгосп ім. Леніна, а в 1985 році роз'єднано на колгосп ім. Чапаєва с. Кривохижинці та колгосп ім. Леніна с. Долиняни.
В 1962 році в селі побудовано будинок культури. В 1971 році відкривається нове двоповерхове приміщення школи на 250 учнів, у якому є просторий спортзал, актовий зал, їдальня, діє гуртожиток для учнів з с. Кривохижинці.
12 червня 2020 року, відповідно до Розпорядження Кабінету Міністрів України № 707-р «Про визначення адміністративних центрів та затвердження територій територіальних громад Вінницької області», увійшло до складу Мурованокуриловецької селищної громади.
19 липня 2020 року, в результаті адміністративно-територіальної реформи та ліквідації Мурованокуриловецького району, село увійшло до складу новоутвореного Могилів-Подільського району.
З 5 по 10 липня 2021 року в селі відбувся симпозіум народного малярства «Мальована хата».

## Галерея

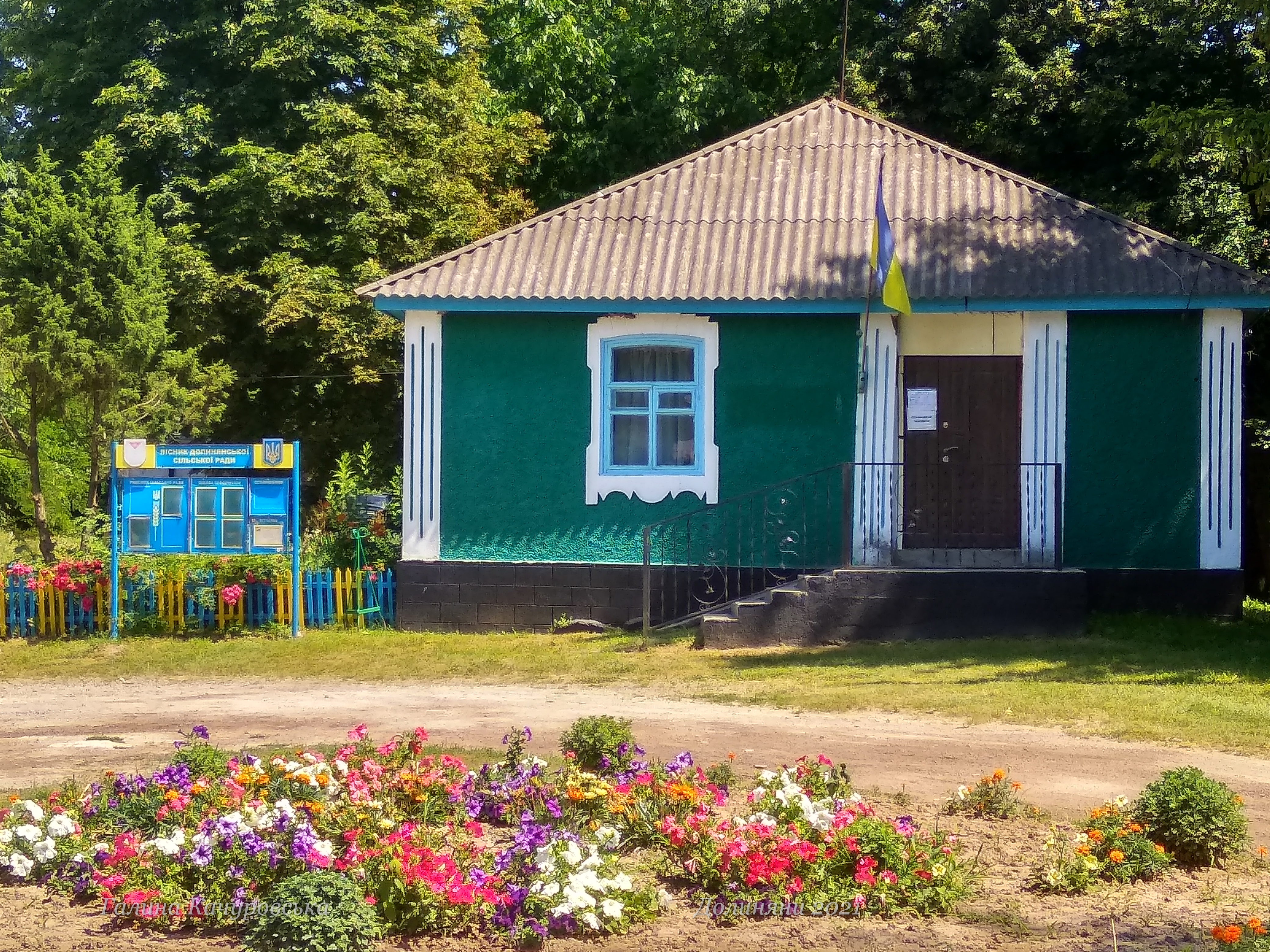
Долиняни, сільська рада
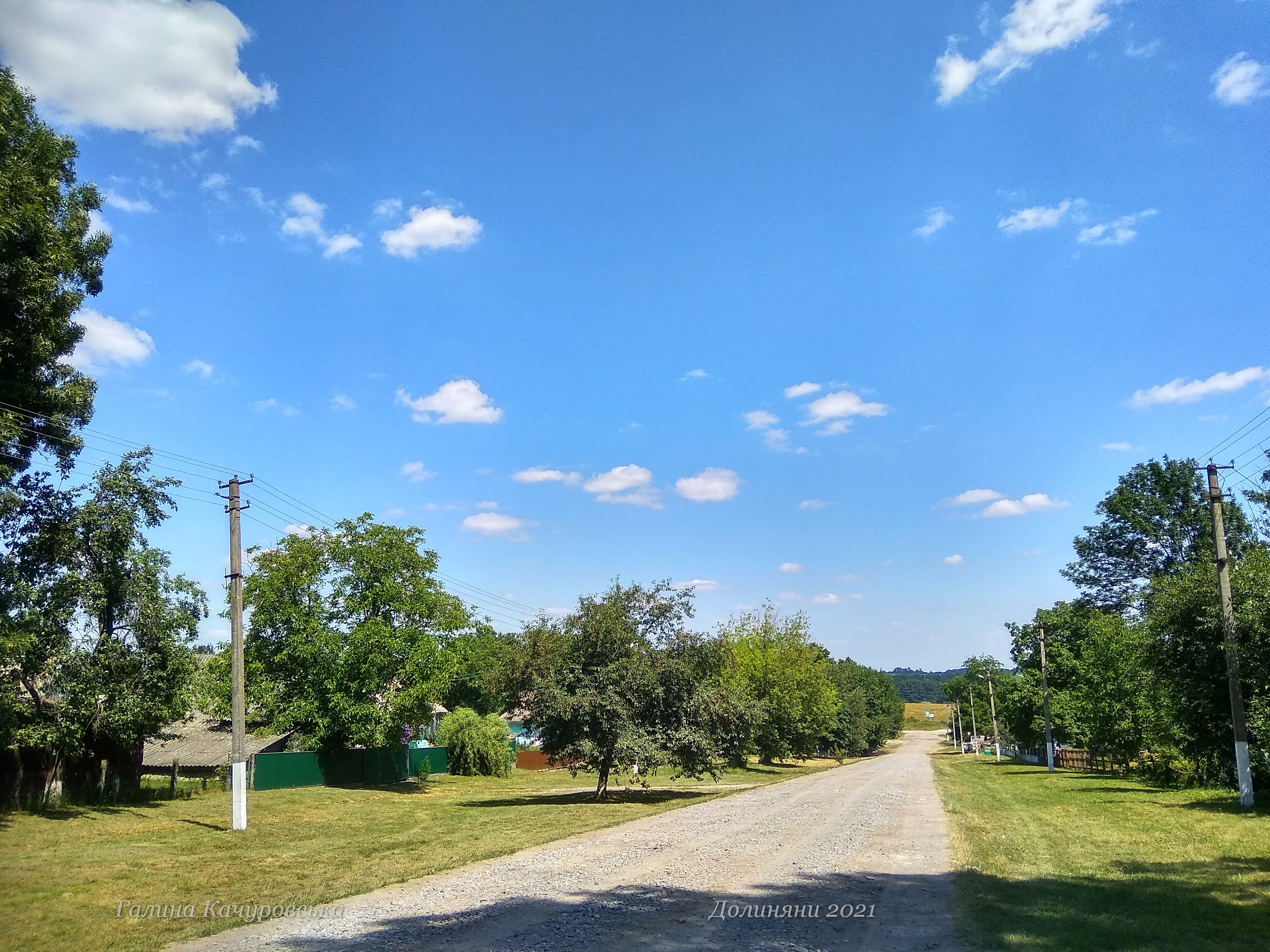
Долиняни, вул. Вінницька
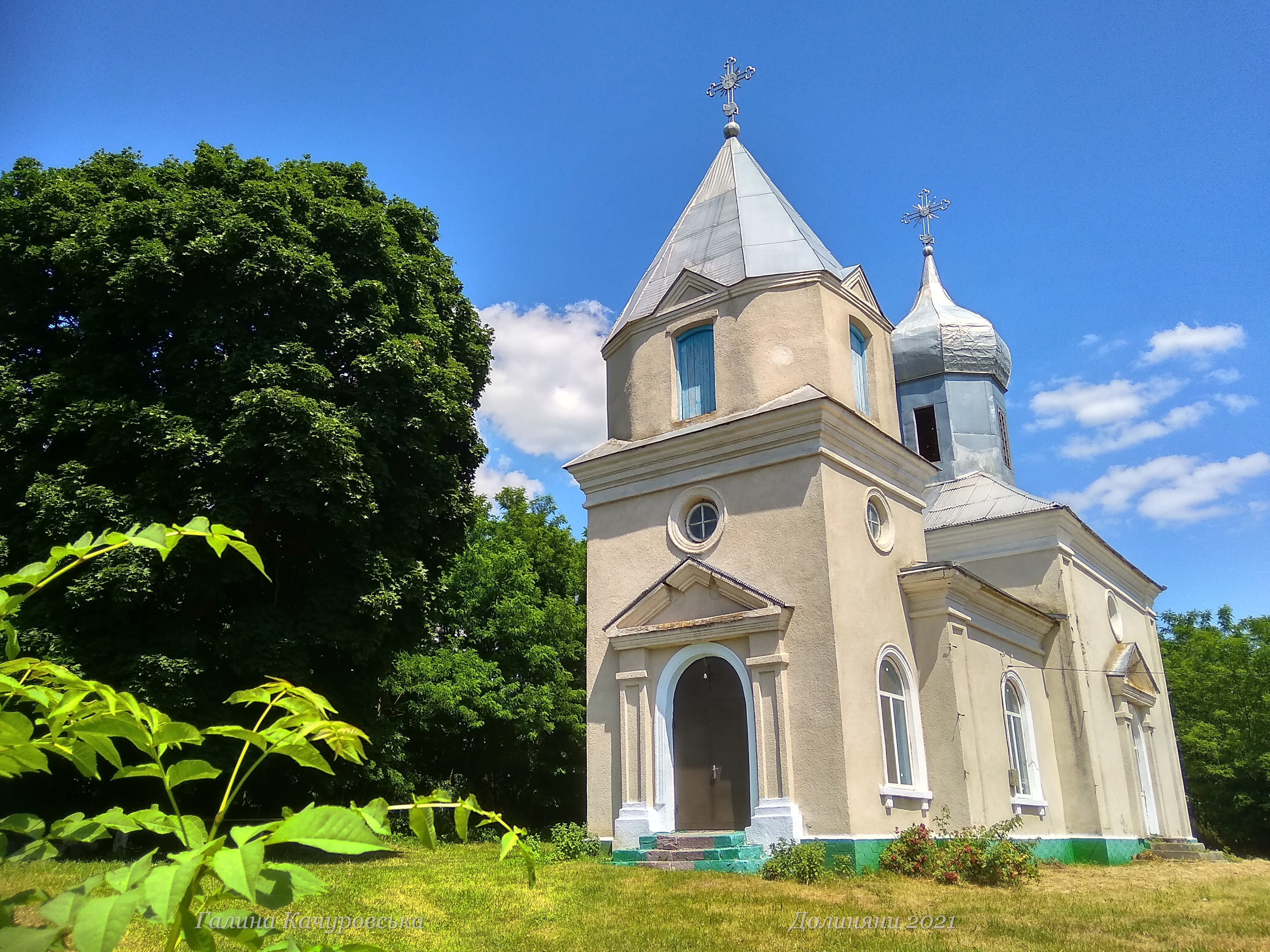
Церква в с. Долиняни
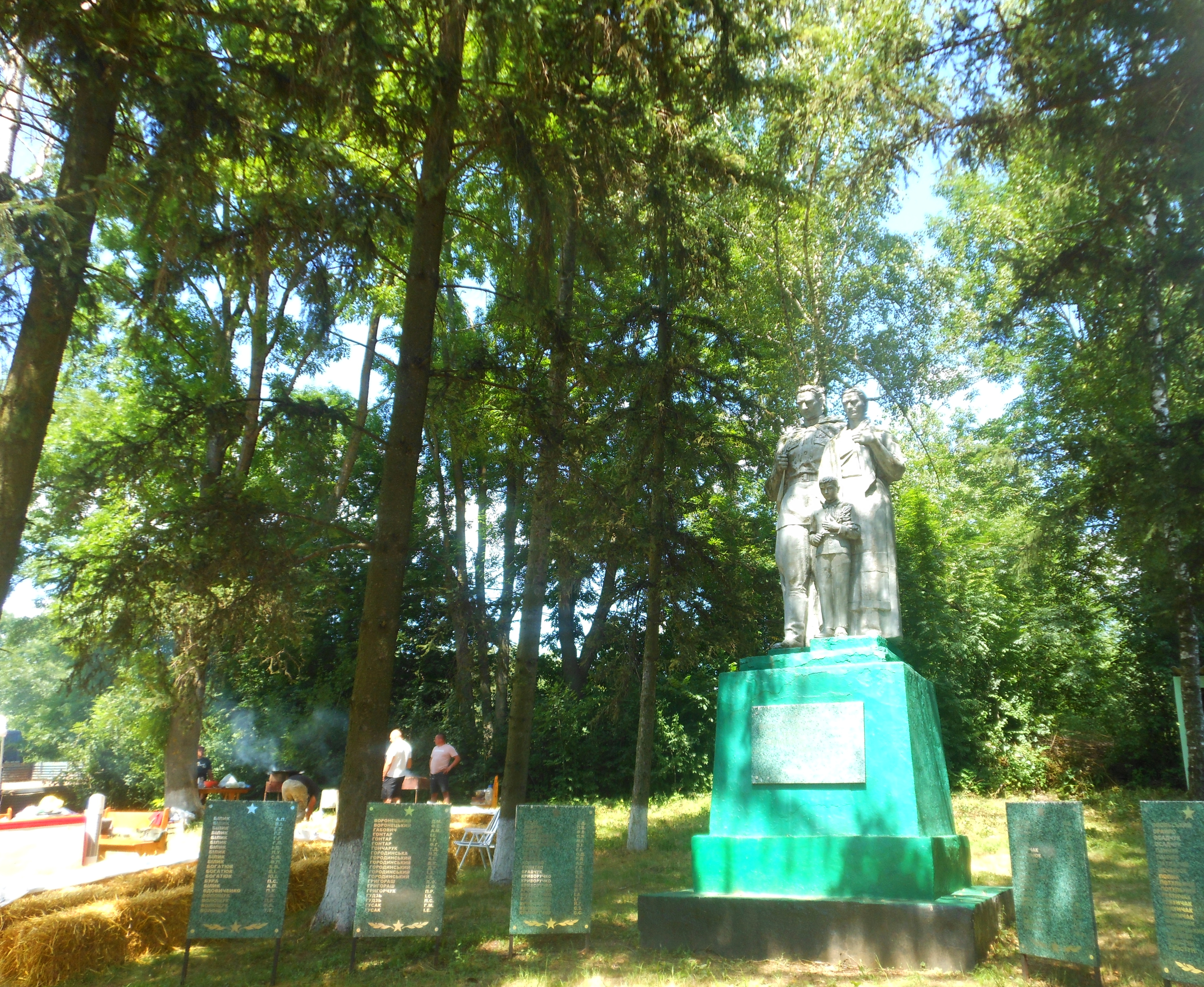
Пам'ятник 112 воїнам-односельчанам, загиблим на фронтах ВВВ

## Відомі люди
Уродженцями села є:
- Гордійчук Петро Григорович — літератор-перекладач.
- Городинський Станіслав Станіславович — український співак та композитор, Народний артист України.
- Дяченко Ганна Петрівна — українська поетеса.
- Савуляк Олександр Васильович — полковник Служби Безпеки України
- Таран Віктор Олександрович (04.03.1987, Долиняни — 18. 09. 2022, Донецька обл.) — учасник АТО/ООС, російсько — української війни.
- Цимбалюк Леонід Тимофійович — хірург, завідувач хірургічного відділення Хмільницької ЦРЛ, Заслужений лікар України
- Рудницький В'ячеслав Броніславович — український науковець, доктор фізико-математичних наук (1972), доктор технічних наук (1988), професор, академік Академії наук вищої школи України, Української академії економічної кібернетики; академік Нью-Йоркської академії наук, заслужений працівник народної освіти України.

## Природо-заповідні території
За пів кілометра на північ, навпроти автобусної зупинки розташований ботанічний заказник місцевого значення Долина ірисів.